# Willfried Gasser

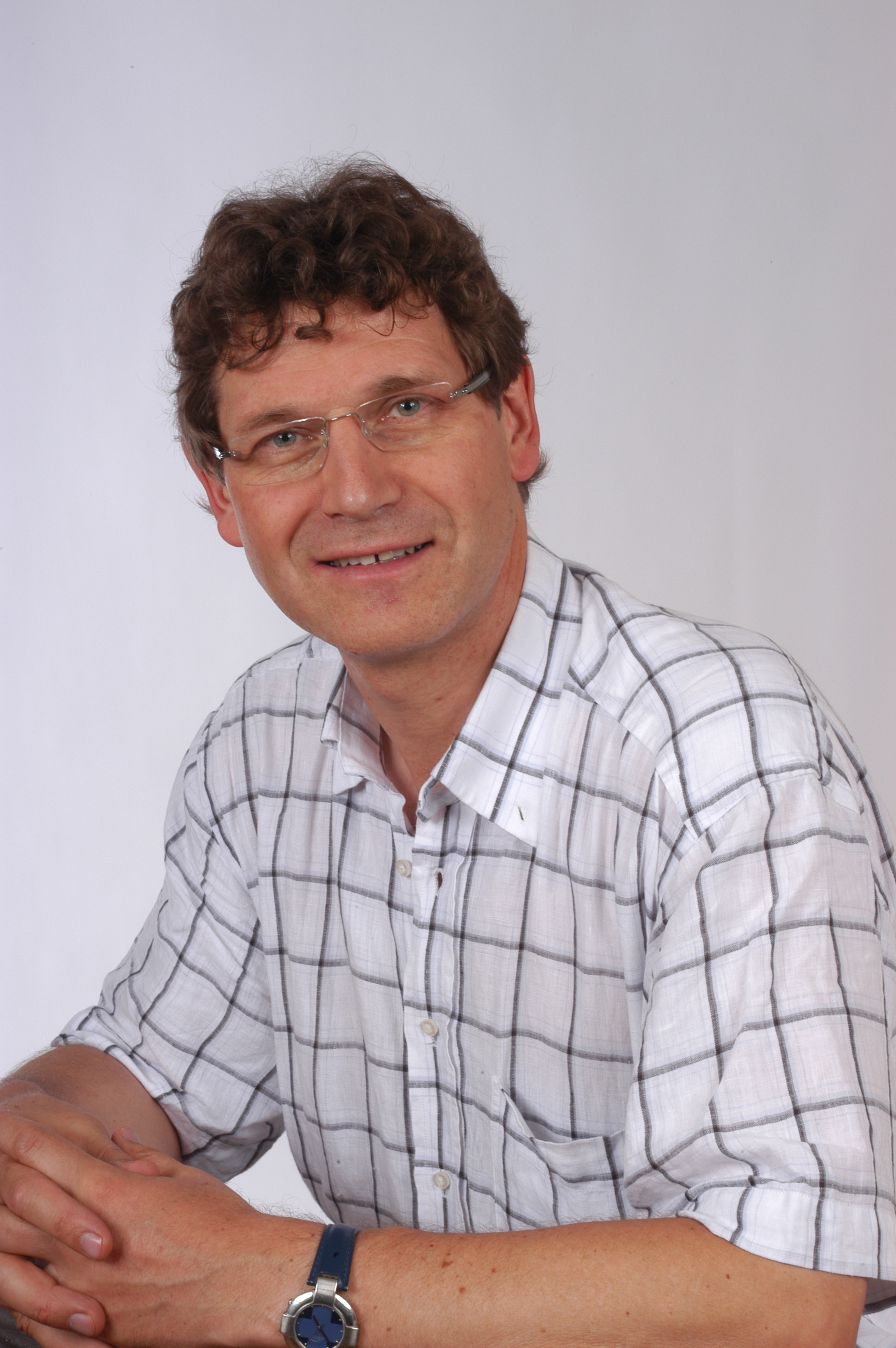
Wilf Gasser (Foto Evangelische Volkspartei)

Willfried Gasser (Wilf Gasser, nicht zu verwechseln mit dem ebenfalls aus Hallau stammenden Wilf Gasser) (* 23. November 1957) ist ein Schweizer Arzt und seit 2008 Präsident der Schweizerischen Evangelischen Allianz. Zuvor war er von 2005 bis 2010 für die Evangelische Volkspartei im Grossen Rat des Kantons Bern.
Wilf Gasser lebt in Wabern bei Bern und ist heute als Unternehmensberater bei xpand Schweiz, als Sexualtherapeut, Supervisor und Coach tätig. Er ist seit 2008 Präsident der Schweizerischen Evangelischen Allianz und seit 2012 Associate Secretary General der Weltweiten Evangelischen Allianz. Daneben engagiert er sich in weiteren kirchlichen Gremien. Wilf Gasser gehört zum Leitungsteam der Vineyard Bern, zur Leiterkonferenz des Verbands Evangelischer Freikirchen und Gemeinden in der Schweiz und ist Koordinator der MarriageWeek.ch der Deutschschweiz. Zuvor war er Präsident des Männerforums der deutschen Schweiz. Wilf Gasser ist verheiratet und hat drei erwachsene Kinder.
Als Politiker waren ihm insbesondere Fürsorge, Gesundheitsthemen und der Schutz von Kindern gegen Pornographie ein Anliegen. In die Schlagzeilen geriet er 2005, als er mit einem Artikel in der Gratiszeitung 20 Minuten den Anstoss gab, dass eine kontroverse Broschüre der Aidshilfe, die homosexuelle Praktiken explizit erklärte, in den Schulen des Kantons Bern nicht mehr an Schüler unter 16 Jahren verteilt werden darf.